# Liste der Kulturdenkmäler in Mackenbach
In der Liste der Kulturdenkmäler in Mackenbach sind alle Kulturdenkmäler der rheinland-pfälzischen Ortsgemeinde Mackenbach aufgeführt. Grundlage ist die Denkmalliste des Landes Rheinland-Pfalz (Stand: 21. Juli 2023).

## Einzeldenkmäler
| Bezeichnung                 | Lage                              | Baujahr      | Beschreibung                              | Bild            |
| --------------------------- | --------------------------------- | ------------ | ----------------------------------------- | --------------- |
| Protestantische Pfarrkirche | Hauptstraße 15 Lage               | 1868         | neugotischer Saalbau, 1868, Westturm 1882 | Fotos hochladen |
| Kriegerdenkmal              | Waldstraße, auf dem Friedhof Lage | 1920er Jahre | Kriegerdenkmal 1914/18, 1920er Jahre      | BW              |